# Кюри (лунный кратер)
Кратер Кюри (лат. Curie), не путать с кратером Кюри на Марсе, — большой древний ударный кратер в южном полушарии обратной стороны Луны. Название присвоено в честь французского учёного-физика Пьера Кюри (1859—1906) и утверждено Международным астрономическим союзом в 1970 г. Образование кратера относится к донектарскому периоду.

## Описание кратера
Кратер Кюри большей частью находится на обратной стороне Луны. Западная часть его вала находится на видимой стороне. При благоприятной либрации кратер доступен для наблюдения с Земли, хотя и в искаженной форме не позволяющей разглядеть детали его строения. Ближайшими соседями кратера являются кратеры Гекатей и Гумбольдт на западе; кратер Шорр на севере-северо-западе; кратер Склодовская на северо-востоке; кратер Лауритсен на юго-востоке и кратер Барнард на юго-западе. На западе от кратера находится цепочка кратеров Гумбольдта. Селенографические координаты центра кратера 23°03′ ю. ш. 92°17′ в. д. / 23,05° ю. ш. 92,28° в. д., диаметр 138,9 км, глубина 3,85 км.
Кратер Кюри имеет полигональную форму и значительно разрушен за длительное время своего существования. Вал сглажен и трудно различим на фоне окружающей местности, северо-восточная часть вала перекрыта сателлитными кратерами Кюри Z и Кюри C (см. ниже), восточная часть вала – сателлитным кратером Кюри G. Дно чаши сравнительно ровное, испещрено множеством кратеров различного размера из которых выделяется скопление кратеров в юго-западной части чаши, чашеобразный сателлитный кратер Кюри K в юго-восточной и сателлитный кратер Кюри V в северо-западной части.

## Сателлитные кратеры
| Кюри | Координаты                                            | Диаметр, км |
| ---- | ----------------------------------------------------- | ----------- |
| C    | 21°14′ ю. ш. 94°21′ в. д. / 21,24° ю. ш. 94,35° в. д. | 48,0        |
| E    | 22°26′ ю. ш. 96°26′ в. д. / 22,43° ю. ш. 96,43° в. д. | 38,4        |
| G    | 23°38′ ю. ш. 94°50′ в. д. / 23,64° ю. ш. 94,84° в. д. | 50,0        |
| K    | 23°44′ ю. ш. 92°57′ в. д. / 23,73° ю. ш. 92,95° в. д. | 11,1        |
| L    | 26°14′ ю. ш. 93°03′ в. д. / 26,24° ю. ш. 93,05° в. д. | 21,1        |
| M    | 28°36′ ю. ш. 92°31′ в. д. / 28,6° ю. ш. 92,51° в. д.  | 36,6        |
| P    | 28°32′ ю. ш. 90°12′ в. д. / 28,54° ю. ш. 90,2° в. д.  | 29,4        |
| V    | 22°07′ ю. ш. 90°41′ в. д. / 22,11° ю. ш. 90,68° в. д. | 21,1        |
| Z    | 20°33′ ю. ш. 92°30′ в. д. / 20,55° ю. ш. 92,5° в. д.  | 22,0        |

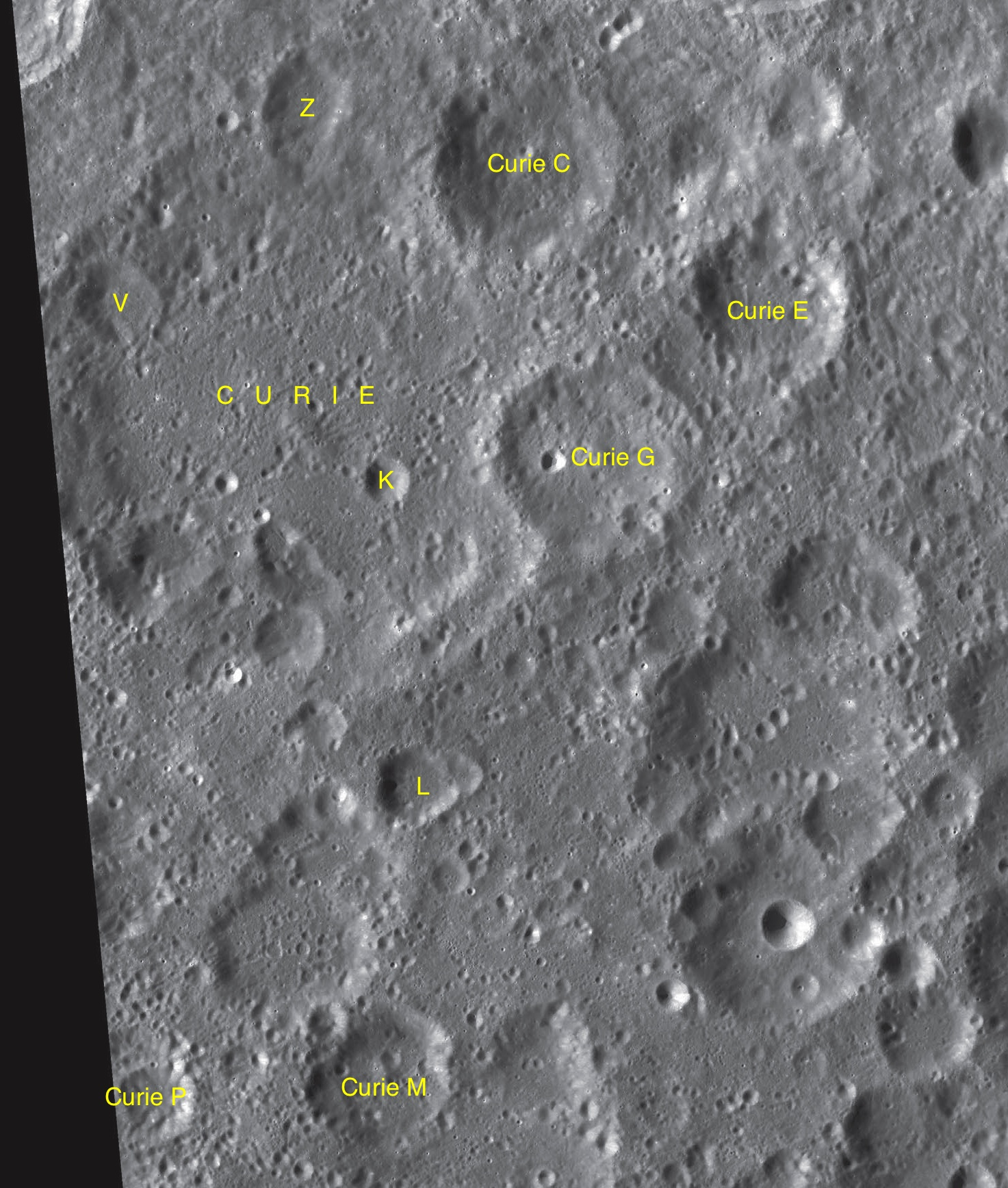
Фрагмент карты LAC-100.

- Образование сателлитных кратеров Кюри C, E, G и M относится к нектарскому периоду[1].

## См.также
- Список кратеров на Луне
- Лунный кратер
- Морфологический каталог кратеров Луны
- Планетная номенклатура
- Селенография
- Минералогия Луны
- Геология Луны
- Поздняя тяжёлая бомбардировка